# Николсон, Роб
Роб Николсон (англ. Rob Nicholson; род. 24 ноября 1969 года) — американский бас-гитарист, известен своим участием в коллективах Роба Зомби и Оззи Осборна. Также известен участием в группе Cryptic Slaughter.

## Музыкальная карьера
Роб начал свою музыкальную карьеру в 1985 году в Калифорнийской группе Cryptic Slaughter из Санта-Моника, исполнявшей спид и трэш-метал. Вместе с группой записал три альбома. После ухода в 1988 году пробовал свои силы в вокале в группе Killing Spree. В 1993 году был приглашен в группу Drown и вместе с ними записал в 1995 году альбом Suffer, (вокал, гитара). В 1997—1998 годах играл в группе Danzig, но не записал с ней ни одного альбома. В 1998 году был приглашен Робом Зомби и во время турне получил своё прозвище «Бласко» (англ. Blasko). Участвовал в записи трех альбомов Роба Зомби: Hellbilly Deluxe, The Sinister Urge и Educated Horses. После того как Зомби занялся другим своим проектом Coffin Case, Николсон принимал участие в группе The Death Riders.
В 2003 году Николсон заменил, как приглашенный участник, бас-гитариста Оззи Осборна Роберта Трухильо. Из за попадания Оззи в аварию осенью 2003 года тур группе Осборна пришлось отложить, после восстановления Оззи Николсон выступал с ним во время шоу Ozzfest в 2004 и 2006 годах. Официально был включен в группу Осборна в 2007 году, с выходом альбома Black Rain. С этого момента он играл на всех выступлениях Осборна, и участвовал в записи альбома Scream.

## Другие проекты
Николсон работал над фильмом Рипо! Генетическая опера и исполнял в нём музыку. Является дизайнером одежды для магазина Affliction (серия одежды Affliction Blasko Signature). Был менеджером глэм-метал группы Black Veil Brides и продюсером их альбома We Stitch These Wounds.

## Дискография
С Cryptic Slaughter
- 1986 — Convicted
- 1987 — Money Talks
- 1988 — Stream of Consciousness

С Rob Zombie
- 1998 — Hellbilly Deluxe
- 1999 — American Made Music to Strip By
- 2001 — The Sinister Urge
- 2006 — Educated Horses

С The Death Riders
- 2005 — Soundtrack for Depression

С Ozzy Osbourne
- 2007 — Black Rain
- 2010 — Scream

С Zakk Sabbath
- 2016 — Live in Detroit (live EP)
- 2020 — Vertigo

Другое
- 2008 — Repo! The Genetic Opera (soundtrack)